# Oh Hye-ri
Oh Hye-ri (koreanska: 오혜리), född 30 april 1988 i Gangneung, är en sydkoreansk taekwondoutövare. Hon vann en guldmedalj i damernas 67 kilos-klass vid olympiska sommarspelen 2016 i Rio de Janeiro. Vid världsmästerskapen i taekwondo 2011 i Gyeongju och 2017 i Muju tog Oh silvermedaljer och i Tjeljabinsk 2015 vann hon guld.